# Gulperberg
De Gulperberg of Gulpenerberg is een heuvel in het Heuvelland gelegen bij Gulpen in het zuiden van de Nederlandse provincie Limburg. Boven op de Gulperberg bevindt zich het betonnen Mariamonument uit 1935 van de hand van beeldhouwer Charles Vos en architect Piet Gerrits. 
De heuvel is de meest noordelijke uitloper van het Plateau van Crapoel.

## 'Pinknick'
Op 26 mei 1969 (Tweede Pinksterdag) werd er het gratis festival Pinknick gehouden. Het was een combinatie van een picknick met optredens van popgroepen. Er waren circa 20.000 bezoekers. Behalve Brainbox en Armand, traden er vooral Limburgse bands op: Opus 23, The Sharons, KEEM, Geno's Blue Busters, Static, Relax, Blitz & Whoom, Soul Inspiration en Doctor Loulou's Blues Clinic. Vanaf 1970 werd het evenement, maar nu commercieel, voortgezet in Geleen, onder de naam Pinkpop.

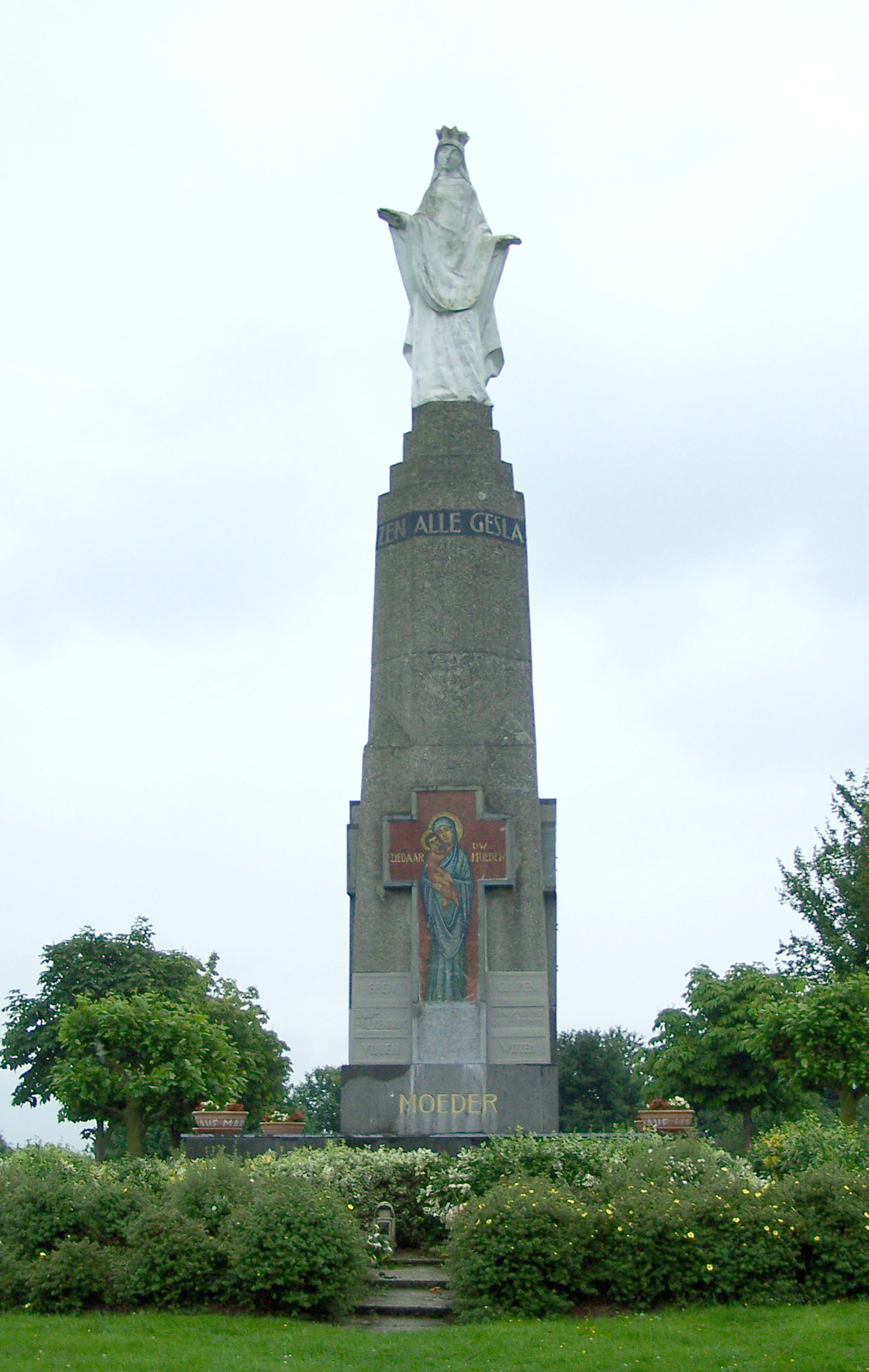
Mariamonument op de Gulperberg

## Wielrennen

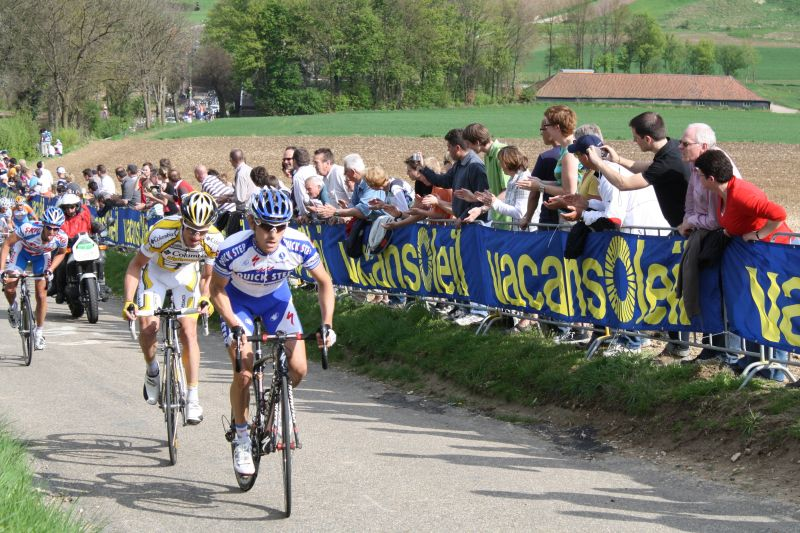
Amstel Gold Race 2009 beklimming Gulperberg met Dries Devenyns en Michael Rogers

De eenvoudigste wijze om de Gulperberg te beklimmen is via de Koning van Spanje, deze naam dateert uit de Tachtigjarige Oorlog. De Spaanse koning zou toen enige tijd de heuvel bezet hebben. De beklimmingen via de Koning van Spanje, de west- en de oostzijde zijn meermaals opgenomen in de wielerklassieker Amstel Gold Race. De klim via de westzijde wordt dan eenmaal beklommen als vijftiende klim, tussen Eperheide en de Plettenberg. De klim via de oostzijde wordt eveneens eenmaal beklommen, als zesentwintigste klim, tussen de Loorberg en de Kruisberg.
In 2014 was de klim onderdeel van de 7e etappe van de Eneco Tour. Op de top van de west- en oostzijde staat sinds 2016 een monument voor de Limburgse wielerjournalist Jean Nelissen.

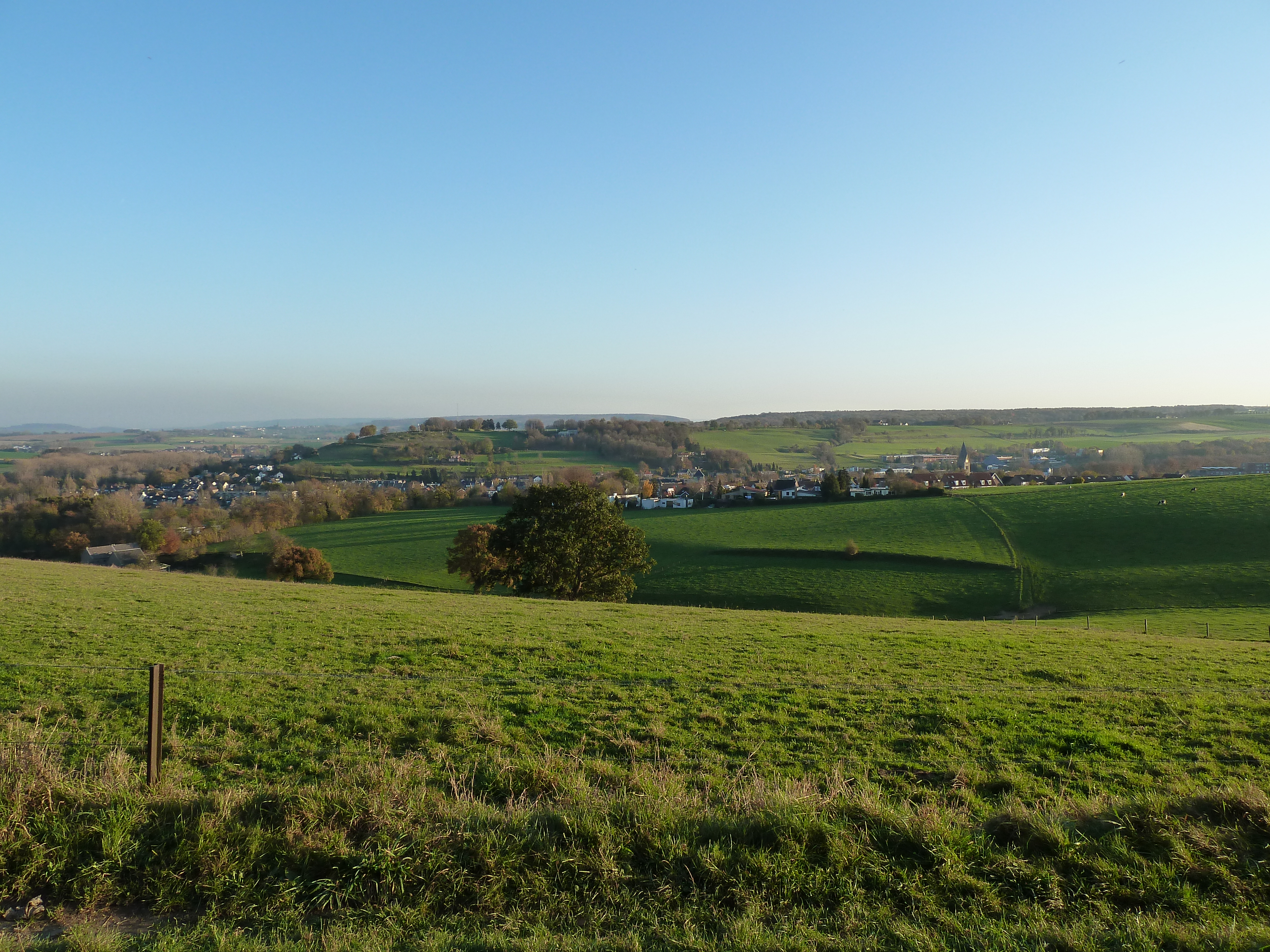
Zicht op de Gulperberg vanaf de Dolsberg
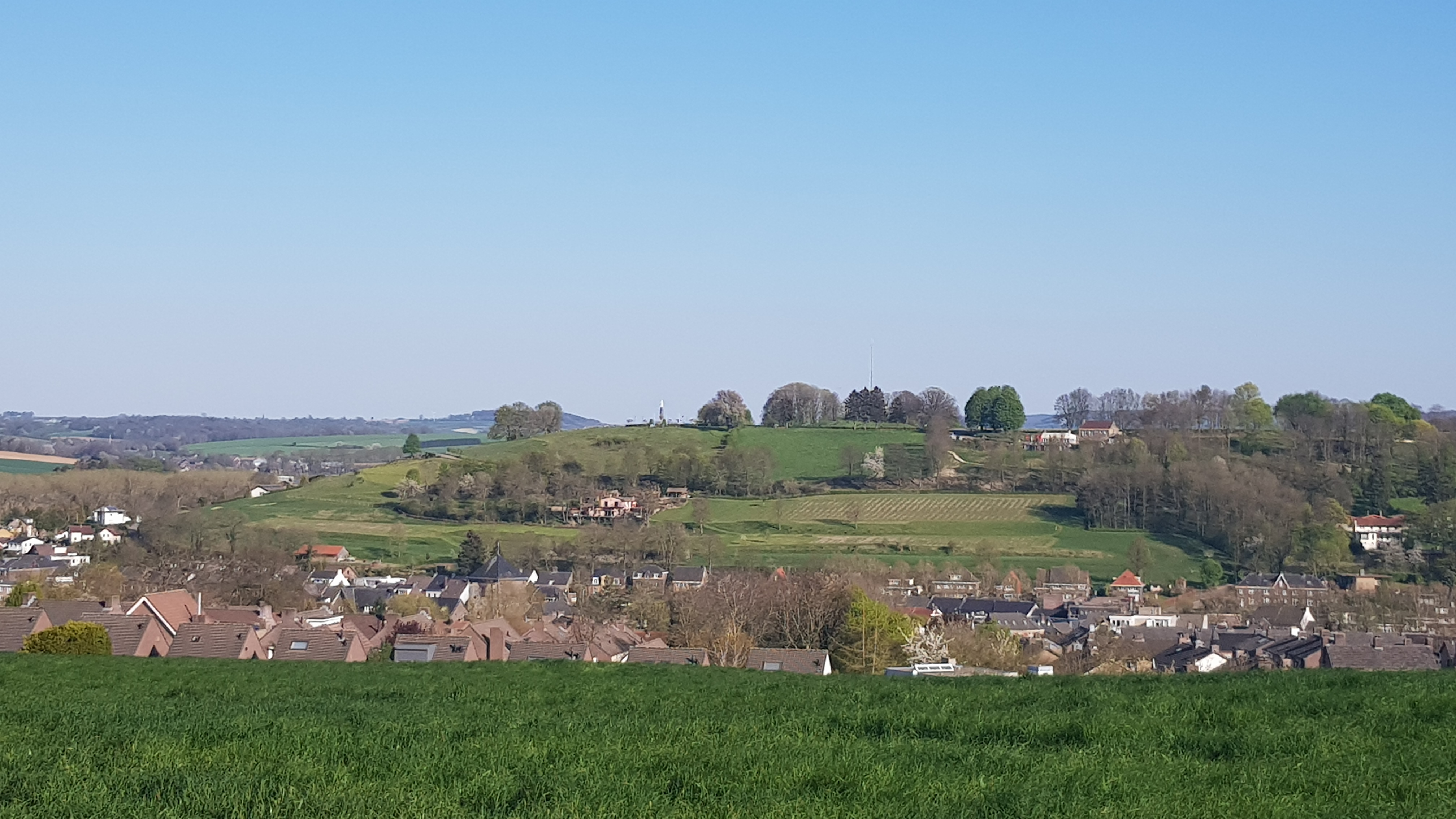
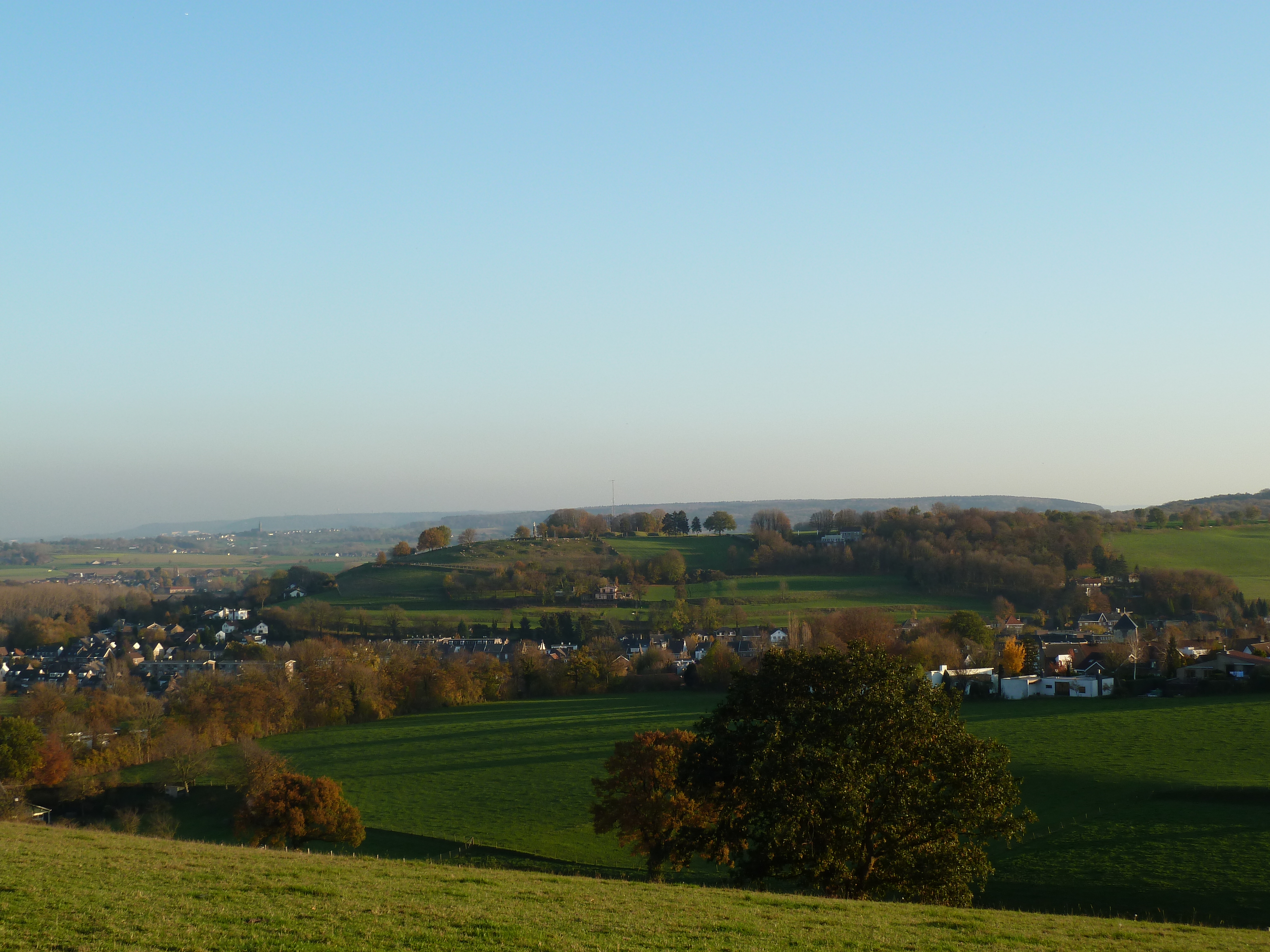